# Solenoptera chalumeaui
Solenoptera chalumeaui är en skalbaggsart som beskrevs av Jean François Villiers 1979. Solenoptera chalumeaui ingår i släktet Solenoptera och familjen långhorningar. Inga underarter finns listade i Catalogue of Life.